# Југославија на Медитеранским играма 1959.
Југославија је учествовала на 3. Медитеранским играма 1959. одржаним од 11. до 23. октобра у Бејруту у Либану. Југославији је ово било друго учешће јер на 2. Медитеранским играма у Барселони 1955. није учествовала.
Учесници Игара и даље су искључиво били мушкарци. Учествовало је 12. репрезентација у 15 спортских грана.
Југославију је представљало 42 спортиста, који су се такмичили само у 6 спортова: атлетици, ватерполо, кошарка, пливање, стрељаштво и рвање.
Мадаље су освајали представници 10 земаља. Репрезентативци Југославије заузели су 5. место са 28 освојених медаља од којих је било 11 златних, 9 сребрних и 8 бронзаних.
|    |   |   |
| 11 | 9 | 8 |

## Освајачи медаља
|     | Мед. | Такмичар                                             | Клуб | Спорт      | Дисциплина                     | Резултат    |
| 1.  |      | Виктор Шнајдер                                       | АК Младост, Загреб | Атлетика   | 400 м                          | 47,1        |
| 2.  |      | Крешимир Рачић                                       | АК Партизан Београд | Атлетика   | Бацање кладива                 | 62,26       |
| 3.  |      | Јоже Бродник                                         | АД Кладивар Цеље | Атлетика   | Десетобој                      | 6.581       |
| 4.  |      | Ватерполо репрезентација Југославије                 | Ђуро Радан, ПВК Јардан Херцегнови Петар Катушић, ВК Југ, Дубровник Хрвоје Качић, ВК Југ, Дубровник Борис Чуквас, ПВК Јардан Херцегнови Божидар Станишић, ПВК Јадран Херцег Нови Анте Нардели, ВК Јадран Сплит Златко Шименц, ХАВК Младост, Загреб Здравко Јежић, ХАВК Младост, Загреб Иво Ципци, ВК Јадран Сплит Гојко Арнери, КПК Корчула Ловро Радоњић, ВК Морнар Сплит Божо Гркинић селектор           | Ватерполо  | мушкарци                       |             |
| 5.  |      | Кошаркашка репрезентација Југославије                | Слободан Гордић, ОКК Београд Иво Данеу, АШК Олимпија, Љубљана Сретен Драгојловић, КК Црвена звезда, Београд Немања Ђурић, КК Раднички, Београд Марјан Кандус, АШК Олимпија, Љубљана Миодраг Николић, ОКК Београд Бранко Радовић, , КК Црвена звезда, Београд Радован Радовић, КК Партизан, Београд Милутин Миња, КК Пролетер Зрењанин Жељко Троскот, КК Задар Бранко Милер, ? Александар Николић селектор | Кошарка    | мушкарци                       |             |
| 6.  |      | Владо Бриновец                                       | ПК Триглав, Крањ | Пливање    | 400 м слободно                 | 4:44,5      |
| 7.  |      | Стеван Хорват                                        | Рвачки клуб Партизан, Београд | Рвање      | до 78 кг (велтер) грчко-римски |             |
| 8.  |      | Јосип Ћук                                            | | Стрељаштво | МК пушка стојећи               | 342 круга   |
| 9.  |      | Јосип Ћук                                            | МК пушка олимпијски меч | Стрељаштво | 580 кругова                    |             |
| 10. |      | Бранислав Лончар                                     | | Стрељаштво | МК пушка клечећи               | 377 кругова |
| 11. |      | Бранислав Лончар                                     | МК пушка лежећи | Стрељаштво | 391/8 круг                     |             |
| 1.  |      | Божидар Милетић                                      | АК Партизан, Београд | Атлетика   | Бацање копља                   | 73,80       |
| 2.  |      | Дако Радошевић                                       | АК Сарајево Сарајево | Атлетика   | Бацање диска                   | 54,51       |
| 3.  |      | Јанез Коцмур                                         | ПК Триглав, Крањ | Пливање    | 100 м слободно                 | 58,2        |
| 4.  |      | Милан Јегер                                          | ХАПК Младост, Загреб | Пливање    | 400 м слободно                 | 4:44,9      |
| 5.  |      | Владо Бриновец                                       | ПК Триглав, Крањ | Пливање    | 1.500 м слободно               | 19:48,6     |
| 6.  |      | Миховил Дорчић                                       | ПК Приморје, Ријека | Пливање    | 100 м леђно                    | 1:06,4      |
| 7.  |      | Анте Нардели Владо Бриновец Јанез Коцмур Милан Јегер | ВК Јадран Сплит ПК Триглав, Крањ ПК Триглав, Крањ ХАПК Младост, Загреб | Пливање    | штафета 4 х 200 м слободно     | 9:00,7      |
| 8.  |      | Боривоје Вуков                                       | Рвачки клуб Партизан, Београд | Рвање      | до 52 кг (мува) грчко-римски   |             |
| 9.  |      | Бранислав Лончар                                     | | Стрељаштво | МК пушка тростав               | 1.103 круга |
| 1.  |      | Франц Хафнер                                         | ЖАК Љубљана | Атлетика   | 3.000 препреке                 | 9:09,6      |
| 2.  |      | Миховил Дорчић Ђуро Радан Анте Нардели Јанез Коцмур  | ПК Приморје, Ријека ПВК Јардан Херцегнови ВК Јадран Сплит ПК Триглав, Крањ | Пливање    | штафета 4 х 100 м мешовито     | 4:35,7      |
| 3.  |      | Едо Делоренцо                                        | | Стрељаштво | пиштољ слободног избора 50 м   | 528 кругова |
| 4.  |      | Мирослав Стојановић                                  | | Стрељаштво | МК пушка тростав               | 1.094 круга |
| 5.  |      | Мирослав Стојановић                                  | МК пушка стојећи | Стрељаштво | 337 кругова                    |             |
| 6.  |      | Мирослав Стојановић                                  | МК пушка тростав | Стрељаштво | 372 круга                      |             |
| 7.  |      | Јосип Ћук                                            | | Стрељаштво | МК пушка лежећи                | 387 кругова |
| 8.  |      | Бранислав Лончар                                     | | Стрељаштво | МК пушка олимпијски меч        | 576 кругова |

## Резултати спортиста који нису освојили медаље
| Такмичар             | Клуб                       | Спорт      | Дисциплина                   | Резултат    | Пласман |
| Иштван Ивановић      | АК Партизан, Београд       | Атлетика   | 10.000 м                     |             | БП      |
| Војислан Голошин     | РК Пролетер, Зрењанин      | Рвање      | до 63 кг (перолака)          |             | 4.      |
| Илија Ничић          | СК Ниш 1881, Ниш           | Стрељаштво | пиштољ слободног избора 50 м | 518 кругова | 6.      |
| Франц Планинц        |                            | Стрељаштво | пиштољ слободног избора 50 м | 512 кругова | 8.      |
| Франц Планинц        | аутоматски пиштољ, силуете | Стрељаштво | 560 кругова                  | 7.          |         |
| Јосип Ћук*           |                            | Стрељаштво | МК пушка, тростав            | 1.091 круг  | 4.      |
| Јосип Ћук*           | МК пушка клечећи           | Стрељаштво | 632 круга                    | 4.          |         |
| Бранислав Лончар*    |                            | Стрељаштво | МК пушка стојећи             | 335 кругова | 4.      |
| Мирослав Стојановић* |                            | Стрељаштво | МК пушка, лежећи             | 384 круга   | 6.      |
| Мирослав Стојановић* | олимпијски меч             | Стрељаштво | 571 круг                     | 5.          |         |

- Такмичари чија су имена означена звездицом, освајали су медаље у другим дисциплинама